# Super 4
Super 4是香港一隊男子音樂組合，由劉威煌、陳鴻碩、許廷鏗、林師傑四位男生組成，於2010年成立，其唱片公司為正視音樂。

## 出道歷程
2009年，四人各自參加了電視廣播有限公司的歌唱節目《超級巨聲》。
2010年，無綫電視將四人組合為Super 4。
雖然Super 4至今仍未在官方社交媒體中宣佈組合解散，但是四人自2014年起已經分道揚鑣並先後離開無綫電視。劉威煌於2014年約滿無綫電視後加入棋人香港；許廷鏗則於2017年在無綫電視的合約完結後轉投華納唱片；而組合最後兩名成員－陳鴻碩和林師傑，則分別於2020年1月和6月與無綫電視結束合約；
2023年，而組合兩名成員－劉威煌和陳鴻碩
兩人各自參加了電視廣播有限公司的歌唱節目《中年好聲音2》。

## 歌曲

### 2010年
- 《灰色控訴》（無綫電視劇《刑警》主題曲）
- 《不枉》（劇集《三國》主題曲）

## 派台歌曲成績
| 派台歌曲成績       | 派台歌曲成績 | 派台歌曲成績 | 派台歌曲成績 | 派台歌曲成績 | 派台歌曲成績 | 派台歌曲成績   |
| ------------------ | ------------ | ------------ | ------------ | ------------ | ------------ | -------------- |
| 大碟               | 歌曲         | 903          | RTHK         | 997          | TVB          | 備註           |
| 2010年             |              |              |              |              |              |                |
| 超級巨聲 The Voice | 不枉         | -            | -            | -            | 1            | 《三國》主題曲 |

## 音樂錄音帶

### 2010年
- 《灰色控訴》（無綫電視劇《刑警》主題曲）
- 《不枉》（劇集《三國》主題曲）

## 節目

### 2010年
- 12月12日：J2《Music_Café》

## 獎項

### 2010年
- 2010勁歌金曲優秀選第三回 - 新人薦場飆星獎